# Aliens, le retour
Pour les articles homonymes, voir Alien.
Série Alien
Alien
(1979) Alien 3
(1992)
Pour plus de détails, voir Fiche technique et Distribution.
Aliens, le retour (Aliens) est un film de science-fiction américano-britannique réalisé par James Cameron, sorti en 1986.
Deuxième volet de la saga Alien, ce film est la suite d’Alien, le huitième passager (1979) et met en scène l'actrice Sigourney Weaver qui reprend son rôle d'Ellen Ripley, ainsi que les acteurs Michael Biehn, Bill Paxton, Lance Henriksen et Carrie Henn.
Dans ce film, Ripley accompagne un détachement de Marines coloniaux qui se rendent sur la planète LV-426, une colonie spatiale humaine terraformée qui ne donne plus de nouvelles et où la présence de la créature du premier film, l’Alien (désigné sous le terme de « xénomorphe »), est suspectée.
À sa sortie, Aliens, le retour connait un succès commercial important et obtient de nombreuses critiques positives. Le film est cité pour sept Oscars et remporte ceux du meilleur montage son et des meilleurs effets visuels. Bien qu'elle n'ait pas remporté l'Oscar de la meilleure actrice pour son rôle, la nomination de Sigourney Weaver à ce prix est considérée comme une étape importante dans la légitimation des acteurs des genres de science-fiction et d'horreur, qui étaient jusqu'alors généralement boudés par l'académie. Outre les Oscars, Aliens, le retour domine largement les Saturn Awards, remportant huit récompenses au total.
Il apparaît dans plusieurs listes des meilleurs films de science-fiction horrifique.

## Synopsis
Le lieutenant Ellen Ripley dérive dans l’espace à bord d’une navette de sauvetage, cryoconservée en hyper-sommeil. L'appareil est retrouvé en 2179, soit cinquante-sept ans après les événements ayant provoqués la mort de ses six collègues du cargo spatial Nostromo et après la destruction de celui-ci.
La navette est rapatriée sur la station spatiale Gateway, en orbite autour de la Terre. Ripley est ensuite admise à l’unité médicale de la station, où elle se remet lentement de son long hyper-sommeil. Elle souffre de violents cauchemars, où elle voit un Alien sortir de son corps.
Après sa convalescence, Ripley est convoquée par son ancien employeur, la société Weyland-Yutani, qui lui demande de justifier la perte de l’équipage et du vaisseau Nostromo dont elle avait la charge. Lors d’une réunion de la commission d’enquête, Ripley décrit la lutte qu’elle a dû mener avec ses camarades contre une créature extraterrestre inconnue. Cependant, son récit est mis en doute par la commission ; en effet, la planète LV-426 sur laquelle l’équipage du Nostromo a croisé un alien, a été colonisée à cette date depuis vingt ans, sans que personne ait remarqué la moindre présence d’un organisme hostile. À l’issue de la réunion, Ripley est sanctionnée pour la perte du Nostromo et de sa coûteuse cargaison, la commission décidant malgré tout de ne pas l’attaquer en justice à condition qu’elle se soumette volontairement à des examens psychiatriques tous les six mois. De plus, elle voit sa licence de pilote suspendue pour une durée indéterminée. Sans emploi, Ripley se retrouve alors contrainte à trouver un poste de second ordre, en tant que manutentionnaire sur les docks spatiaux, pour vivre. Elle apprend également que sa fille Amanda, âgée de 11 ans au moment de sa mission sur le Nostromo, est décédée d’un cancer deux ans avant son retour.
Quelque temps après, Ripley est contactée par Carter Burke, l’avocat de la compagnie, accompagné du lieutenant Gorman des Marines coloniaux. Il s’avère que la liaison avec LV-426 a été mystérieusement rompue et la compagnie souhaite envoyer sur place une unité de Marines pour enquêter. Burke propose à Ripley de les accompagner en tant que conseillère technique. Traumatisée par sa précédente expérience, celle-ci refuse tout d’abord, bien que Burke lui garantisse sa réintégration en tant que commandant de bord. Mais Ripley change cependant d’avis après un nouveau cauchemar et accepte de les accompagner lorsque Burke lui promet que les aliens, s’ils sont découverts sur cette planète, ne seront pas conservés pour étude mais détruits.
En route vers LV-426 à bord de l’USS Sulaco, le vaisseau spatial des Marines coloniaux, Ripley fait la connaissance de l’équipe de sauvetage. Placés sous les ordres du lieutenant Gorman — qui s’avère assez inexpérimenté —, tous ces « gros bras » bravaches et vantards sont persuadés qu’il s’agit d’une simple mission de routine, soit une « chasse aux insectes ». À deux exceptions près : le placide caporal Hicks et l’androïde Bishop, ce dernier étant immédiatement pris en grippe par Ripley, Bishop lui rappelant avec amertume Ash (en), l’androïde du Nostromo qui avait tenté de la tuer. Lors du briefing, Ripley explique à l’équipe ce qu’elle sait de la créature, mais personne ne la prend au sérieux.
Arrivée en orbite autour de LV-426, l’équipe de sauvetage du Sulaco embarque à bord d’une navette de transport de troupes qui les amène vers la colonie Hadley’s Hope. Débarquant en force dans le complexe principal, l’équipe découvre des traces de violents combats mais cependant ne retrouve aucun colon. Se rendant au laboratoire, les soldats découvrent quatre récipients en verre contenant chacun un facehugger. C’est alors qu’un capteur de proximité relève un mouvement s’approchant dans le couloir. Croyant avoir affaire à un xénomorphe, l’équipe s’étonne à découvrir Newt, fillette survivante qui se déplaçait dans les galeries techniques et se cachait seule dans un conduit d’aération depuis plusieurs semaines. Ripley se prend immédiatement d’affection pour cette enfant traumatisée, mais Newt la met en garde : selon elle, ses compagnons, même surarmés, ne seront pas de taille.
Poursuivant leurs recherches, les soldats localisent les colons grâce à leurs émetteurs personnels implantés. Apparemment, ils sont tous regroupés autour de la tour de refroidissement du « processeur atmosphérique », centrale gigantesque qui traite de l’air respirable. Les Marines se rendent sur place à bord d’un VBTT. Tandis que le lieutenant Gorman reste à l’intérieur du véhicule pour diriger l’opération par vidéo avec Ripley et Burke, les soldats s’introduisent dans la centrale. Tout à coup, Ripley et Burke comprennent que, si les balles explosives des fusils d’assaut perforaient le réacteur, une réaction thermonucléaire se déclencherait. Le lieutenant Gorman interdit alors aux soldats de se servir de leurs fusils et n’autorise que l’usage des lance-flammes.
S'enfonçant à pied au cœur du complexe, les soldats découvrent alors un environnement étrange, notamment des parois recouvertes de sécrétions organiques à l'aspect inquiétant.
Guidés par le signal des émetteurs, les soldats découvrent finalement les colons, apparemment tous morts et recouverts d'une sorte de « cocon » de la même matière qui orne les murs. En tentant de sauver une survivante qui les supplie de la tuer, les Marines assistent avec horreur à l'éclosion d'un chestburster du corps de celle-ci, qu'ils tuent au lance-flammes. Mais bien vite, ils sont victimes de l'attaque surprise de dizaines de créatures : le soldat Frost est involontairement tué par le lance flamme de Dietrich au moment même où cette dernière est emportée par un Alien ; les soldats Crowe et Wierzbowski sont tués dans l'explosion du sac de munitions explosives tenu par Frost ; puis le sergent Apone est emporté à son tour. Seuls les tirs des mitrailleuses des soldats Vasquez et Drake — qui ont désobéi aux ordres de Gorman —, et le fusil à pompe du caporal Hicks, permettent de tenir les aliens à distance. Alors que Gorman est dépassé par les événements, Ripley prend les commandes du véhicule blindé et fonce secourir les soldats encore en vie, Hicks, Hudson, Vasquez et Drake. Ils parviennent à rejoindre le blindé, mais Drake perd finalement la vie lorsqu’il est aspergé par le sang acide d'un alien mitraillé par Vasquez. Gorman est victime d'un choc à la tête et perd connaissance.
Une fois hors de danger, l'équipe décide, malgré les protestations de Burke, de retourner au Sulaco afin de détruire le complexe en lançant depuis l'espace une charge nucléaire. Mais, alors que la navette de transport vient les chercher, un alien qui s'est introduit dans l'aéronef tue le mécanicien Spunkmeyer, avant de s'en prendre au pilote Ferro ; l'engin, hors de contrôle s'écrase non loin du processeur atmosphérique en l’endommageant. Échappant de peu à l'explosion de l'aéronef, les survivants sont alors contraints de retourner se barricader dans le complexe, dans l'espoir de survivre jusqu’à l'arrivée d'une hypothétique équipe de secours (dans au minimum dix-sept jours, selon Hicks).
Gorman étant toujours inconscient, Hicks et Ripley prennent les choses en main. Ils commencent par raisonner Hudson, qui perd son sang-froid face à la situation, et lui demandent de trouver tout ce qui peut les aider à se guider dans le complexe (plans, schémas, maquettes). Ils font l'inventaire des quelques armes récupérées dans la navette, Hicks informant l'équipe qu'il a récupéré quatre tourelles-canon fort utiles pour leur défense, mais aussi qu'ils n'ont que peu de munitions.
Consolidant des barricades déjà mises en place par les colons, ils installent les quatre tourelles automatiques dans deux couloirs, pour interdire l'accès de leur refuge aux xénomorphes. Pendant ce temps, l’androïde Bishop, ayant analysé les facehuggers capturés par les colons, en déduit qu'une autre créature — probablement une reine — en est à l'origine. Ripley lui demande ensuite de détruire les spécimens mais Burke s'y oppose, car ces créatures ont selon lui une énorme valeur pour la recherche en bio-armement. Ripley découvre par la suite que c'est Burke qui est le responsable de l'infestation de la colonie, après avoir autorisé l'exploration du vaisseau extraterrestre qui contenait les œufs Aliens. Peu après, les deux canons du premier couloir sont attaqués par les Aliens ; arrivant rapidement à court de munitions, ils sont submergés par le nombre.
Cependant, une autre menace plane sur les survivants : le réacteur nucléaire du processeur atmosphérique, devenu instable à la suite du crash de la navette, menace d'exploser dans les prochaines heures. Bien que conscient du danger, Bishop se porte volontaire pour aller jusqu'à l'émetteur radio de la base, afin de radiocommander la seconde navette de transport du Sulaco jusqu'au complexe. C'est alors que les deux autres canons automatiques arrivent eux aussi à court de munitions après un bref engagement, mais parviennent à arrêter le déferlement des Aliens, qui abandonnent pour un temps leur assaut.
S'étant reposées quelques heures dans la cellule médicale du laboratoire, Ripley et Newt sont soudainement réveillées par l'apparition de deux facehuggers qui se jettent sur elles. Luttant contre les créatures, les deux femmes sont sauvées par l'arrivée in-extremis de Hicks, Hudson, Vasquez et Gorman, remis de sa blessure. Il s'avère que les créatures ont été lâchées dans la salle par Burke, celui-ci souhaitant ramener clandestinement des spécimens Aliens sur Terre en contournant l'astro-quarantaine, et donc choisissant de laisser infecter Ripley et Newt par les facehuggers. Les autres membres de l'équipage devaient également être sacrifiés, leurs capsules de sommeil devant être sabotées afin qu'ils ne reviennent pas vivants et donc capables de témoigner de l'existence de ces créatures.
S'apprêtant à tuer Burke, les militaires sont soudainement interrompus par une coupure de courant provoquée par les Aliens. Repliés dans la salle des opérations, ils sont alors attaqués par une masse d'Aliens qui se sont faufilés en passant par les faux plafonds. Pendant que les Marines luttent pour leur survie, Burke profite de la confusion pour s'échapper, bloquant la seule retraite aux membres de l'équipe. Mais il est finalement retrouvé par un Alien et tué. Perdant Hudson dans la bataille, les survivants se replient dans les tunnels de ventilation, guidés par Newt et couverts par les tirs de Vasquez. Mais celle-ci se retrouve bientôt à court de munitions et utilise en dernier recours son pistolet semi-automatique, puis est blessée aux jambes par le jet d'acide d'un Alien. Elle est secourue par Gorman, armé lui aussi d'un simple pistolet. Arrivant à court de munitions, les deux Marines n'ont d'autre choix que de se faire exploser à la grenade, alors que les Aliens les encerclent. Le souffle de l'explosion provoque une secousse qui fait tomber Newt au travers d'une gaine de ventilation, jusque dans les bas-fonds de la base. Ripley et Hicks partent à sa recherche mais, alors qu'ils tentent de la récupérer à travers une grille, la fillette disparaît, capturée par un Alien.
Peu après, Hicks, blessé par l'acide d'un Alien, est ramené par Ripley jusqu'à la navette de transport que Bishop a réussi à faire atterrir près de la station, celle-ci commençant à devenir instable et menaçant d'exploser. Alors qu'il lui reste moins de 30 minutes avant l'explosion du processeur atmosphérique, Ripley décide malgré tout de retourner seule dans la base et, lourdement armée (fusil à impulsion et lance-flammes), de tenter de sauver Newt qu'elle pense être encore en vie.
Arrivant au cœur du nid des Aliens, Ripley retrouve la fillette enfermée dans un cocon et entourée d’œufs de facehuggers prêts à éclore. Mais elle se retrouve également en présence de la reine Alien, une créature gigantesque qui pond les œufs en continu tout autour. Cherchant une issue, Ripley menace la reine de détruire ses œufs avec son lance-flammes, avant de finalement se déchaîner contre eux quand des facehuggers commencent à éclore.
S’enfuyant avec Newt accrochée à elle, Ripley est poursuivie par la reine Alien, qui se détache de son imposant tube ovipositeur et rameute ses serviteurs. Luttant contre les Aliens tout le long du chemin, Ripley et Newt parviennent finalement à rejoindre, juste à temps, la navette de transport qui décolle peu après, alors que le réacteur est en train de s’écrouler tout autour d'eux. Ils échappent de peu à l'explosion nucléaire du processeur atmosphérique qui vaporise la colonie dans une immense boule de feu. Bishop les ramène ensuite sains et saufs à bord du Sulaco. Ripley félicite Bishop pour le travail que celui-ci a accompli.
Alors que tout semble s'être bien terminé pour les rescapés, ceux-ci ignorent qu'ils ont été accompagnés en secret par la reine Alien, qui s’est furtivement accrochée à la navette lors de son décollage. Apparaissant par surprise, elle attaque Bishop et le coupe en deux après l'avoir embroché avec la lame de sa queue. Ripley, qui s'était enfuie, revient peu après équipée d'un robot exosquelette de manutention et combat la créature qui tentait de s'emparer de Newt. Après une lutte acharnée, Ripley parvient à se débarrasser de la reine en l'éjectant dans le vide spatial quand elle réussit à ouvrir un des sas du Sulaco.
Par la suite, elle place Hicks et Bishop, gravement blessés, en biostase dans des capsules de sommeil individuelles avant de s'installer avec Newt dans une autre capsule, entrant en hyper-sommeil pour le voyage retour vers la Terre.
Cependant, à la fin du générique du film, on entend un bruit ressemblant à celui de l'éclosion d'un œuf, ce qui laisse supposer au spectateur qu'un œuf Alien serait à bord du Sulaco.

## Fiche technique
Sauf indication contraire, les informations mentionnées dans cette section peuvent être confirmées par les bases de données cinématographiques IMDb et Allociné,  présentes dans la section « Liens externes ».
- Titre original : Aliens 2
- Titre français et québécois : Aliens, le retour
- Réalisation : James Cameron ; Stan Winston (seconde équipe)
- Scénario : James Cameron, d'après une histoire de James Cameron, David Giler et Walter Hill, d'après les personnages créés par Dan O'Bannon et Ronald Shusett
- Musique : James Horner
- Direction artistique : Terry Ackland-Snow, Ken Court, Bert Davey, Fred Hole et Michael Lamont
- Décors : Peter Lamont et Crispian Sallis[2]
- Costumes : Emma Porteous
- Photographie : Adrian Biddle
- Son : Don Sharpe, Deveril Goodman, Peter Horrocks, Jack T. Knight, Alan Paley
- Montage : Ray Lovejoy
- Effets spéciaux : John Richardson
- Effets visuels : Brian Johnson, Dennis Skotak, Robert Skotak
- Production : Gale Anne Hurd
  - Production déléguée : Gordon Carroll, David Giler et Walter Hill
- Sociétés de production :
  - Royaume-Uni : Brandywine Productions Ltd[2],[3] et Pinewood Studios
  - États-Unis : Twentieth Century Fox et SLM Production Group[4]
- Sociétés de distribution : Twentieth Century Fox ; Twentieth Century Fox Film Company (Royaume-Uni)
- Budget : 18,5 millions de $[5],[6]
- Pays de production :  Royaume-Uni,  États-Unis
- Langues originales : anglais, espagnol
- Format : couleur (DeLuxe)
  - Version 35 mm — 1,85:1 (Panavision) — son Mono | Dolby stéréo
  - Version 70 mm — 1,85:1 (Panavision) — son Son stéréo 6 pistes
- Genre : science-fiction, action, aventure, épouvante-horreur
- Durée : 137 minutes (version originale) ; 154 minutes (édition spéciale director's cut de 1992)[7]
- Dates de sortie :
  - États-Unis : 18 juillet 1986 (sortie nationale) ; 26 avril 2016 (Festival international du film de San Francisco) ; 31 octobre 2019 (Archives cinématographiques de Harvard)
  - Québec : 18 juillet 1986[8]
  - Royaume-Uni : 29 juillet 1986
  - France : septembre 1986 (Festival du cinéma américain de Deauville) ; 8 octobre 1986 (sortie nationale)
  - Belgique, Suisse romande : 8 octobre 1986[9]
- Classification :
  - États-Unis : interdit aux moins de 17 ans (R – Restricted)[d]
  - Royaume-Uni : interdit aux moins de 18 ans (18 - Suitable only for adults)[10]
  - France : interdit aux moins de 12 ans[11]
  - Belgique : potentiellement préjudiciable jusqu'à 12 ans (Mogelijk schadelijk voor kinderen onder de 12 jaar)[9],[12]
  - Québec : 13 ans et plus (horreur) (13+ / 13 years and over)[8]
- Affiche : Michel Landi (France)

## Distribution
- Sigourney Weaver (VF : Tania Torrens) : le lieutenant Ellen L. Ripley
- Michael Biehn (VF : Marc Alfos) : le caporal Dwayne Hicks
- Paul Reiser (VF : Roger Crouzet) : Carter J. Burke, le chargé de mission de la compagnie Weyland-Yutani
- Lance Henriksen (VF : Med Hondo / Bernard Tiphaine {supplément}) : l’androïde (« synthétique ») Bishop (341-B)
- Carrie Henn (VF : Régine Teyssot) : Rebecca « Newt » Jorden
- Bill Paxton (VF : José Luccioni) : le 1re classe Hudson
- Jenette Goldstein (VF : Sylvie Feit) : la 1re classe Vasquez
- William Hope (VF : Jean-Luc Kayser) : le lieutenant Gorman
- Al Matthews (VF : Joël Martineau) : le sergent Apone
- Colette Hiller (en) (VF : Anne Rochant) : la caporal Ferro
- Cynthia Dale Scott : la caporal Dietrich
- Mark Rolston : le 2e classe Drake
- Ricco Ross (VF : Michel Vigné) : le soldat Frost
- Daniel Kash (en) (VF : Bernard Métraux) : le soldat Spunkmeyer
- Tip Tipping (en) (VF : Luc Bernard) : le soldat Crowe
- Trevor Steedman (en) : le soldat Wierzbowski
- Paul Maxwell (en) (VF : Michel Gudin / Gabriel Cattand {supplément}) : Van Leuwen
- Barbara Coles (VF : Françoise Fleury) : la femme dans le cocon
- William Armstrong (VF : Jean-Pierre Leroux) : Lydecker (Director's Cut uniquement)
- Jay Benedict (VF : Daniel Lafourcade) : Russ Jorden (Director's Cut uniquement)
- Holly De Jong : Anne Jorden (Director's Cut uniquement)
- Christopher Henn : Timmy Jorden (Director's Cut uniquement)

Sources et légende : Version française (VF) sur AlloDoublage

## Production

### Développement

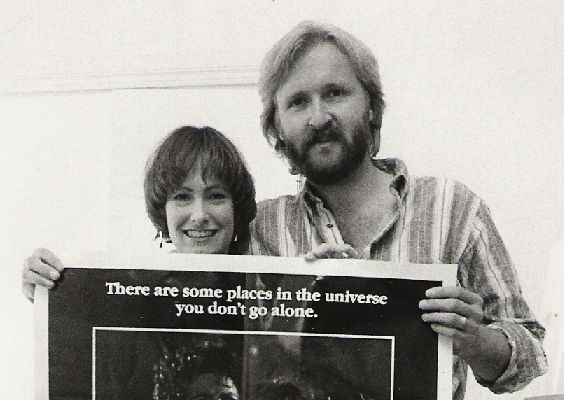
Le réalisateur James Cameron et la productrice Gale Anne Hurd tenant une affiche du film Aliens le retour en 1986.

Après le succès critique et commercial d'Alien (sorti en 1979), le producteur David Giler, qui deviendra le producteur exécutif d'Aliens, le retour, propose une suite. Toutefois les dirigeants de la société de production 20th Century Fox y sont majoritairement opposés. Finalement, son projet est accepté lorsque la direction change d'équipe et qu'il propose que le film suive le modèle de Sans retour, auquel il avait travaillé, et des Sept Mercenaires[pas clair].
Pendant ce temps, en 1983, James Cameron avait fini l'écriture du scénario de son futur premier film à succès, Terminator, et souhaitait tout comme sa collaboratrice (et future épouse) Gale Anne Hurd qu'Arnold Schwarzenegger y joue le rôle-titre. Toutefois, Arnold Schwarzenegger est pris par le tournage de Conan le Destructeur pour les neuf prochains mois. Cela libère donc l'emploi du temps de James Cameron, qui peut alors s'adonner à d'autres projets. David Giler, impressionné par le scénario de Terminator, lui demande d'écrire la suite d'Alien.

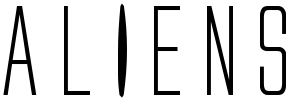
Logo original du film.

James Cameron, grand admirateur du travail de Ridley Scott, soumet son brouillon de scénario à la Fox, qui approuve sa vision et lui promet la réalisation du film si son Terminator se révèle de qualité. Lorsque Terminator reçoit des critiques positives à sa sortie en 1984, James Cameron est donc choisi comme réalisateur de cette suite. Il raconte que la meilleure façon pour lui de respecter la vision initiale de Ridley Scott est de ne pas faire un « remake » ou un clone d'Alien, mais une véritable suite avec sa propre vision originale, empruntant les éléments les plus intéressants, comme le cycle de vie des aliens et le personnage de Ripley, tout en y greffant d'autres éléments propres à la science-fiction, notamment une armée futuriste.

### Design

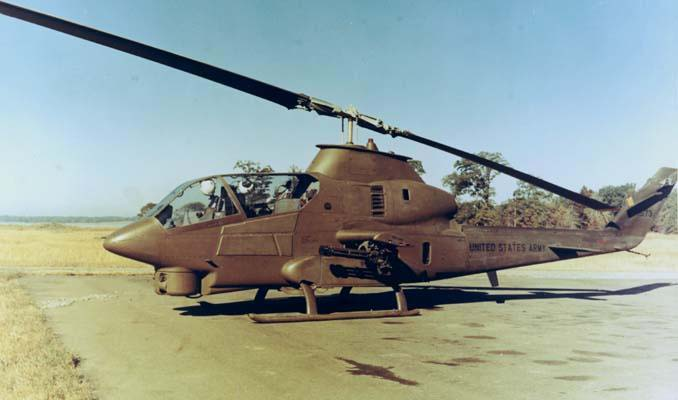
Un hélicoptère AH-1 Cobra, utilisé pendant la guerre du Viêt Nam, qui a inspiré le design de la navette de débarquement des Marines du film.

Pour le design du film, Gale Anne Hurd et James Cameron embauchent les artistes conceptuels Syd Mead et Ron Cobb. Syd Mead dessine initialement le vaisseau Sulaco avec un aspect sphérique, ce qui déplait à James Cameron qui trouve que cela le rendra difficile à filmer. Syd Mead réimagine alors le design en fonction des recommandations du cinéaste. Il devient alors un vaisseau très allongé, ressemblant à un « lance-roquette qui transporte des trucs ». Les véhicules et équipements sont imaginés avec un aspect industriel, contrairement à d'autres œuvres de science-fiction jusqu'alors, comme Star Trek. La navette et le tank APC dans le film sont inspirées de véhicules de la guerre du Viêt nam, encore très présente dans la conscience américaine. En effet, la navette mélange les aspects de l'avion de combat F-4 Phantom II et de l'hélicoptère AH-1 Cobra.
Les armes du film sont de véritables armes, à balles à blanc, décorées pour leur donner un aspect futuriste. Les fusils « pulse rifles » sont des Thompson SMG modifiées, greffées à l'extrémité de fusils à pompe Franchi SPAS 12 afin de créer l'effet de lance-grenades incorporés au fusils. Les « smart guns » de Vasquez et Drake sont des mitrailleuses allemandes MG 42, maniées par les acteurs grâce à un système de steadicam et décorées de parties de motocyclettes.

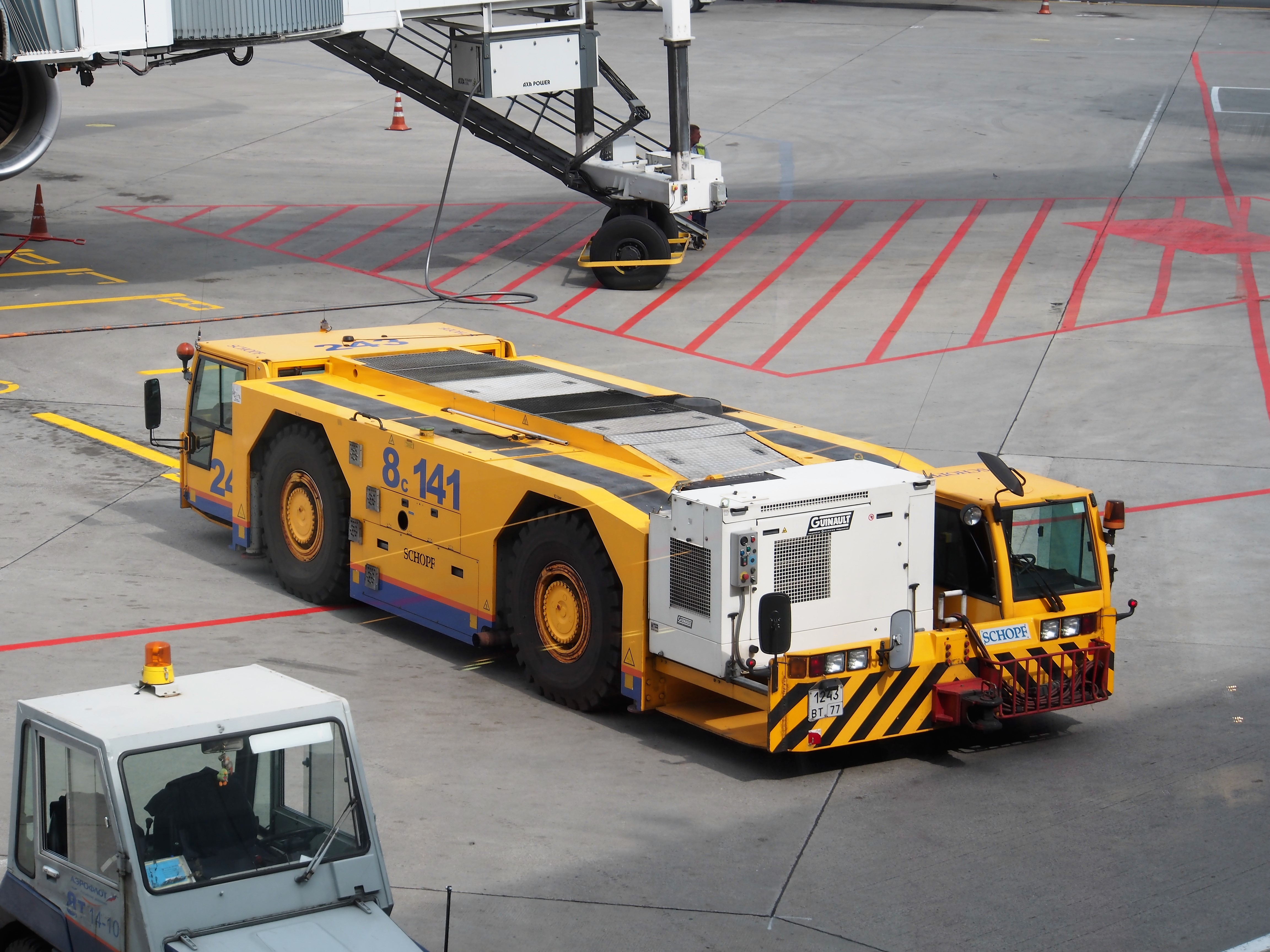
Véhicule Pushback inspirant le Tank APC

L'équipe récupère également un vieux tracteur de pushback d'avions, utilisé par la British Airways, pour le tank APC. Le véhicule pesant 75 tonnes, l'équipe doit retirer environ 35 tonnes de plomb, reconstruire l'intérieur et renforcer le plancher des scènes de tournage. Les acteurs interprétant les marines ont ensuite la liberté de personnaliser leurs armures et leur armes en fonction de leur rôle.
L'équipe choisit une centrale électrique abandonnée à Acton, banlieue de Londres, pour tourner les scènes à l'intérieur du réacteur nucléaire, car la centrale offrait des couloirs grillagés et rouillés qui correspondaient à la vision industrielle et sale souhaitée.
En ce qui concerne le design des créatures, les créateurs souhaitent respecter le design d'origine de Hans Ruedi Giger pour le premier film (ils ne réclament toutefois pas son aide), en y apportant quelques modifications. Le chestburster du film est d'aspect moins « larvaire » que celui dans Alien, il possède notamment des bras lui servant à s'arracher du torse de sa victime. Le plus grand changement de design est celui des aliens adultes. Dans le premier film, l'alien possède un crâne lisse et translucide, alors qu'ici Cameron préfère une texture plus rugueuse. Les corps des costumes d'aliens sont peints avec des couleurs relativement lumineuses, ce qui les fait ressembler à des costumes de squelettes ; toutefois, sous un éclairage adéquat, ceci donne l'impression de reliefs plus réalistes. Cameron créa le design de la reine alien, qui était la seule créature sans précédent dans l'art de Giger, ainsi que celui de l'exosquelette motorisé que Ripley utilise pour la combattre à la fin du film.

### Distribution des rôles
| |  |  |
| Les acteurs Sigourney Weaver (Ripley) et Bill Paxton (Hudson) lors de la Comic-Con de San Diego 2016 pour le trentième anniversaire du film. |  |  |

James Cameron était très intéressé par le personnage féminin fort d'Ellen Ripley, et il envoya son scénario à Sigourney Weaver qui tournait alors en France, afin qu'elle reprenne son rôle de l’héroïne principale. Celle-ci fut étonnée de n'avoir pas été mise au courant par la production d'une suite (dont le scénario est terminé et le projet déjà lancé), qui de plus fait de Ripley le personnage central, bien plus que dans l'original.
D'abord réservée quant au scénariste-réalisateur jeune et inconnu, elle changea rapidement d'avis après une rencontre avec Cameron. Weaver apprécia l'approche recherchée par Cameron et sa compréhension du caractère de Ripley ; toutefois elle apporta des modifications mineures sur la manière dont son personnage devrait réagir dans certaines situations du film. Après une négociation difficile avec le studio Fox, qui ira jusqu'à demander que Cameron réécrive le scénario sans inclure Ripley, Weaver obtient finalement le cachet qu'elle désire, environ 1 000 000 US$, ce qui représentait une rémunération considérable pour l'époque.
Le film devant être tourné en Angleterre, l'équipe de casting dut chercher des acteurs américains résidant dans le pays, ou des acteurs capables de jouer des militaires américains agressifs. Ils firent alors passer environ 3 000 personnes en entretien. Ils choisirent Jenette Goldstein, qui jouait au théâtre à Londres, dans le rôle de la dure marine Vasquez, un rôle que Cameron avait considéré comme masculin avant de trouver plus intéressant de le faire féminin. Mark Rolston, jeune acteur américain qui vit en Angleterre depuis ses 17 ans, est choisi pour interpréter Drake.
|                                                               |  |  |
| Les acteurs Carrie Henn (Newt) et Paul Reiser (Carter Burke). |  |  |

L'actrice pour interpréter le rôle de la petite fille Newt s’avéra difficile à trouver. Des castings furent menés dans les écoles où ils cherchèrent une fille possédant un semblant d'accent américain. Les directeurs de casting notèrent que beaucoup des enfants avec une expérience d'actrice avaient joué dans des publicités, et eurent donc le réflexe inapproprié de sourire en récitant leurs lignes. Carrie Henn, fille d'un militaire américain et d'une mère anglaise, sans expérience d'actrice, fut finalement choisie. Son frère Christopher Henn est choisi pour jouer le frère de Newt dans une scène coupée du film, mais présente dans le director's cut. Hurd et Cameron sont alors préoccupés quant au possible trauma psychologique dont pourrait souffrir Carrie Henn, âgée de 8-9 ans au moment du tournage, en participant à un film d'horreur de ce calibre, et eurent de longues conversations avec elle et ses parents. Henn leur assura qu'elle comprenait que c'était de la comédie.
| |  |  |
| Les acteurs Michael Biehn (Hicks), dédicaçant un exemplaire du DVD du film, et Lance Henriksen (Bishop). |  |  |

Après plusieurs semaines de recherche, Cameron et Hurd décidèrent de faire venir des acteurs américains avec qui ils avaient déjà travaillé pour remplir les rôles restants. Lance Henriksen est choisi pour interpréter l'androïde Bishop et Bill Paxton pour Hudson. Al Matthews obtient le rôle du sergent Apone, et utilise son expérience militaire pour son rôle.
Les acteurs interprétant les marines suivirent tout de même un véritable entraînement militaire avec des professionnels, pour préparer leurs rôles et renforcer l'unité et camaraderie du groupe. On leur demanda également de lire le roman de science-fiction Étoiles, garde-à-vous ! (titre original : Starship Troopers) de Robert A. Heinlein. Le hasard fit que Weaver, Paul Reiser dans le rôle de Burke, et William Hope dans le rôle du lieutenant Gorman rejoignirent le tournage après, ce qui établit une distance entre eux et la troupe jouant les marines, ce qui est pertinent vis-à-vis du scénario du film.
Michael Biehn, qui avait déjà travaillé avec Cameron et Hurd dans Terminator, est engagé une semaine après le début du tournage pour rapidement remplacer James Remar dans le rôle du caporal Hicks, et s'intègre au groupe sans préparation.

### Tournage
Le tournage débute fin 1985 aux Pinewood Studios en Angleterre. Il est marqué par des tensions entre l'équipe américaine et l'équipe anglaise, attribuées à un « clash culturel ». James Cameron renvoie notamment le premier directeur de la photographie anglais dont le travail ne correspondait pas à sa vision : il éclairait trop les scènes par rapport aux goûts du réalisateur et estimait que celui-ci ne le laissait pas faire correctement son travail. De plus, l'équipe anglaise, admirative du travail de Ridley Scott pour le premier Alien, ne voit pas d'un bon œil qu'un jeune cinéaste canadien — aidé d'une équipe américaine — reprenne sa création. L'équipe anglaise travaille également de manière « traditionnelle », relativement décontractée, interrompant le travail pour des pauses-thé régulières, ou prenant de longs déjeuners, ce qui contraste avec James Cameron, un réalisateur dynamique et très exigeant soumis à de fortes contraintes budgétaires. Lorsque James Cameron et Gale Anne Hurd licencient le premier assistant, l'équipe anglaise va jusqu'à les menacer d'une grève.
Pendant le tournage, il y eut quelques accidents mineurs. Notamment lorsque le personnage Drake tire au lance-flammes vers le tank APC où se trouvent les autres marines ; les acteurs respirèrent le gaz toxique du décor en plastique brûlé, et suffoquèrent pendant quelques instants. Le tank APC, difficile à manier, provoqua également plusieurs incidents sans causer de blessures graves aux membres de l'équipe. Pour le tournage des scènes dans la centrale électrique abandonnée, l'équipe dut nettoyer l'amiante, prendre des mesures de la toxicité de l'air et même distribuer des médicaments.
Sur le plateau de tournage, Sigourney Weaver est surprise par l'omniprésence d'armes à feu, bien que le scénario qu'elle avait lu ne le cachât pas. Cette situation provoque chez elle un cas de conscience, puisqu'elle a notamment milité contre le port d'armes aux États-Unis. James Cameron la fait s’entraîner dans un stand de tir pour qu'elle se sente plus à l'aise avec leur maniement. L'actrice aurait d'ailleurs utilisé cette aversion pour les armes à feu lors de son interprétation, estimant que Ripley n'est pas une guerrière qui éprouve du plaisir à utiliser une arme, ce qui la distingue des marines.
Les dernières scènes filmées sont celles où Ripley secourt Newt ; ainsi, les deux actrices, Sigourney Weaver et la jeune Carrie Henn, sont les seules restantes pendant les derniers mois du tournage. Elles se surnomment alors les « orphelines » et développent une forte complicité. Carrie Henn considère Sigourney Weaver comme une mère de substitution alors que sa famille ne pouvait venir la voir que pendant les week-ends. Selon Sigourney Weaver, les scènes de fin avec Newt étaient parmi les plus difficiles physiquement de sa carrière puisque, pendant plusieurs mois de tournage, elle devait porter à la fois Henn et des armes très lourdes, le tout dans un froid glacial. Ainsi, pour certaines coupures, Weaver portait un mannequin léger de Henn.

### Effets spéciaux
Pour les effets spéciaux, James Cameron et son équipe utilisent plusieurs techniques permettant d'éviter de dépasser le budget ou d'utiliser l'image numérique, à cette époque encore insatisfaisante, comme la perspective forcée avec des maquettes miniatures, l'utilisation de miroirs, de câbles, de l'animation en volume, ou de la projection arrière. Ils filment notamment des maquettes de vaisseaux au ralenti pour ensuite accélérer la bande, pour rendre leurs mouvements réalistes. Aussi, l'explosion thermonucléaire vue de l'espace à la fin du film est essentiellement une ampoule recouverte de coton.
James Cameron et Gale Anne Hurd embauchèrent Robert et Dennis Skotak pour les effets spéciaux, qui avaient déjà travaillé avec eux sur des films de Roger Corman. Ils restaurent d'abord le modèle miniature du vaisseau extraterrestre du premier film Alien afin de le photographier et d'utiliser les images dans des séquences du film. Ils font ensuite construire dans les Pinewood Studios une miniature à 1/5e du complexe colonial, où les bâtiments font entre 5 et 8 pieds de haut et 30 à 40 de longueur. L'arrière-plan du complexe, le ciel nuageux et sombre de la planète, est en fait une peinture qui entoure le modèle. Ils récupèrent des débris brûlés et rouillés d'autres productions du studio afin de les utiliser comme des débris pour décorer le complexe.
La maquette du vaisseau Sulaco fait 6 pieds de longueur, et est construite pour n'être vue que d'un seul côté. La navette est également construite en miniature, à 7 pieds de longueur (taille à 1/12e), le véhicule terrestre qui en ressort est alors une maquette télécommandée de très petite taille. En plus du véhicule taille réelle, une autre maquette plus grande que la première est utilisée dans d'autres séquences en gros plan. Pour la séquence où la navette s'écrase, ils utilisèrent des maquettes descendant sur des câbles jusqu'au sol et équipé d'explosifs. Cette séquence est filmée quatre fois au ralenti. Elle est ensuite utilisée en projection arrière afin que les acteurs puissent jouer la scène où ils réagissent à l'explosion de la navette qui se déroule à l'arrière-plan.
La scène où la reine alien pond des œufs s'avère particulièrement difficile à filmer. Pour la tourner, les créateurs fabriquent un modèle au 1/4 du nid et de la créature et utilisent des câbles et marionnettistes (cachés derrière des miroirs) pour animer la ponte, et des bouilloires situées sous la maquette pour créer les effets de fumée. Des marionnettistes et des câbles sont également utilisés pour animer en temps réel des séquences où la maquette de la reine marche, et son combat avec l'exosquelette motorisé. Une reine taille réelle de 14 pieds (environ quatre mêtres) est fabriquée ; à l'époque c'était l'un des plus grands animatroniques créés pour un film. Elle est suspendue par une grue, ses bras conduits par deux marionnettistes situés à l'intérieur du mannequin, son corps et sa tête étant contrôlés par des presses hydrauliques, et son visage par des câbles. Jusqu'à seize marionnettistes sont nécessaires pour la contrôler. L'exosquelette motorisé en taille réelle est également suspendu par des câbles et contrôlé par Weaver avec l'aide d'un marionnettiste situé à l'intérieur de la machine.
Des animatroniques sont également utilisées pour le mouvement des facehuggers pendant la scène où Ripley et Newt se retrouvent enfermées avec deux de ces créatures. Les créateurs fabriquent une demi-douzaine de facehuggers aux fonctions différentes. Certains ont des doigts robotisés opérés par 6 ou 7 marionnettistes. Lorsque Ripley lutte contre un facehugger qui essaye d'atteindre son visage, en vérité les fils électriques de la marionnette sont dissimulés le long de la manche de Sigourney Weaver jusqu'aux marionnettistes qui opèrent le mouvement de la créature. Le facehugger qui court est opéré grâce à un système complexe : la marionnette est tirée par un câble sur le sol, ce qui fait tourner la roue située en dessous de la marionnette et active le mouvement des doigts. Pour tourner cette scène, Cameron emploiera également des techniques de stop-motion et d'action inversée.
Les aliens adultes sont interprétés par des cascadeurs costumés. Cameron souhaitait que les costumes soient simplifiés par rapport au premier film, afin de faciliter la mobilité des cascadeurs. Des séquences où les aliens rampent sur le plafond sont filmées à l'envers et, lors de sauts ou de mouvement verticaux, l'utilisation de câbles est préférée. Des mannequins taille réelle sont également fabriqués pour les aliens qui doivent exploser sous les coups de feu ou être écrasés par des véhicules. Ces mannequins sont également placés dans des positions contorsionnées pour imiter un aspect insectoïde.

### Bande originale
Bandes originales de Alien
Alien
(1979) Alien 3
(1992)
La musique du film est composée par James Horner et interprété par l'Orchestre symphonique de Londres. L'album de la bande originale, intitulé Aliens - Original Motion Picture Soundtrack est distribué par Varèse Sarabande et édité pour la première fois en 1987.
Une édition spéciale en vinyle sort le 26 avril 2016 (26/4 correspondant à la planète LV426 du film). Cette édition, limitée à 75 exemplaires, contient des disques vinyles remplis de liquide jaune rappelant le sang de l'alien.

#### Liste des pistes édition 1987
Toute la musique est composée par James Horner.
| 1.    | Main Title                | 5:10 |
| 2.    | Going After Newt          | 3:08 |
| 3.    | Sub-Level 3               | 6:11 |
| 4.    | Ripley's Rescue           | 3:13 |
| 5.    | Atmosphere Station        | 3:05 |
| 6.    | Futile Escape             | 8:13 |
| 7.    | Dark Discovery            | 2:00 |
| 8.    | Bishop's Countdown        | 2:47 |
| 9.    | Resolution and Hyperspace | 6:10 |
| 39:57 |                           |      |

#### Liste des pistes 2001 (DeLuxe Édition)
Toute la musique est composée par James Horner.
| 1.      | Main Title                             | 5:13 |
| 2.      | Bad Dreams                             | 1:22 |
| 3.      | Dark Discovery/Newt's Horror           | 2:07 |
| 4.      | LV-426                                 | 2:03 |
| 5.      | Combat Drop                            | 3:29 |
| 6.      | The Complex                            | 1:34 |
| 7.      | Atmosphere Station                     | 3:11 |
| 8.      | Med. Lab.                              | 2:04 |
| 9.      | Newt                                   | 1:14 |
| 10.     | Sub-Level 3                            | 6:36 |
| 11.     | Ripley's Rescue                        | 3:19 |
| 12.     | FaceHuggers                            | 4:24 |
| 13.     | Futile Escape                          | 8:28 |
| 14.     | Newt Is Taken                          | 2:04 |
| 15.     | Going After Newt                       | 3:18 |
| 16.     | The Queen                              | 1:45 |
| 17.     | Bishop's Countdown                     | 2:50 |
| 18.     | Queen to Bishop                        | 2:31 |
| 19.     | Resolution and Hyperspace              | 6:27 |
|         | Bonus tracks                           |      |
| 20.     | Bad Dreams (alternate)                 | 1:23 |
| 21.     | Ripley's Rescue (percussion only)      | 3:20 |
| 22.     | LV-426 (alternate edit – Film version) | 1:13 |
| 23.     | Combat Drop (percussion only)          | 3:24 |
| 24.     | Hyperspace (alternate ending)          | 2:08 |
| 1:15:28 |                                        |      |

#### Autour de l'album
La bande originale d'Aliens était composée par James Horner. Lorsque Horner devait commencer à écrire la bande son, Cameron n'avait pas encore terminé le tournage, rendant toute tentative impossible. Six semaines avant la sortie prévue du film, Horner n'avait pas commencé, son calendrier de travail était donc très serré. Il a composé la musique de la séquence finale du film, celle où Ripley combat la reine, en dernier. Toutefois Cameron a ensuite changé le montage de cette scène obligeant Horner à recommencer, créant ainsi des tensions entre eux. Il a finalement terminé le travail in extremis avant la sortie du film. Malgré ces difficultés, la musique de la séquence finale fut très favorablement reçue, jusqu'à devenir une des premières musiques de film à succès puisqu'elle a été réutilisée dans d'autres films et bandes annonces depuis. Après cette expérience pénible, Cameron et Horner n'ont plus travaillé ensemble pour plus d'une décennie, jusqu'à ce que Cameron l'embauche pour écrire la musique de son film à succès Titanic (1997).

## Accueil

### Accueil critique

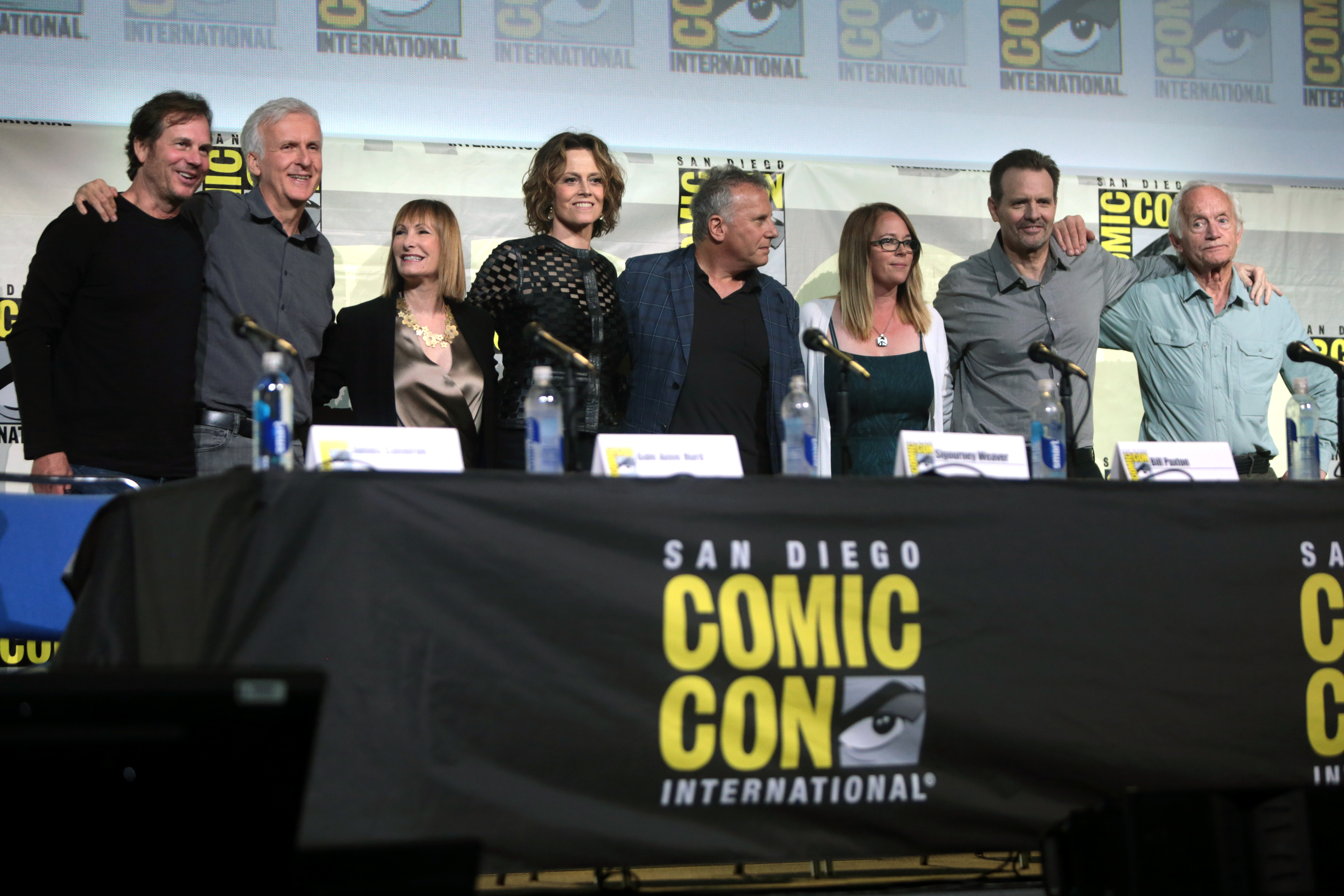
Les principaux membres de l'équipe d’Aliens lors de la célébration des 30 ans du film à la San Diego Comic-Con International 2016.
De gauche à droite :
Bill Paxton, James Cameron, Gale Anne Hurd, Sigourney Weaver, Paul Reiser, Carrie Henn, Michael Biehn et Lance Henriksen.

Aliens a reçu un accueil critique majoritairement favorable. Sur le site agrégateur de critiques Rotten Tomatoes, le film obtient un score de 97 % de critiques favorables, sur la base de 74 critiques collectées et une note moyenne de 8,9⁄10. Sur Metacritic, il obtient une note moyenne pondérée de 84⁄100, sur la base de 22 critiques collectées.
Pour le critique Roger Ebert du Chicago Sun-Times, qui donne au film une note de 3,5 étoiles sur 4 : « Je n'ai jamais vu un film qui maintient un tel niveau d'intensité pendant aussi longtemps ; c'est comme une sorte de manège de carnaval qui ne s'arrête jamais ». Le film fait la couverture du Time magazine daté du 28 juillet 1986. Dans celui-ci, le critique Richard Schickel considère qu’Aliens est meilleur que le premier opus de la série, notamment grâce à l'introduction du personnage de Newt, ce qui permet d'ajouter une dimension émotionnelle à Ripley. Dave Kehr du Chicago Reader considère également qu'il est meilleur que l'original. Walter Goodman du New York Times est moins enthousiaste, mais il encense les effets spéciaux et indique que le film est « un peu moins innovant que son prédécesseur […] mais il rattrape en technique ce qu'il manque en originalité ». En janvier 1987, le Time élit Aliens dans sa liste des meilleurs films de l'année 1986.
Les avis concernant le film sont restées positifs au fil des années. Dans une critique datée de 2000, James Berardinelli donne au film un score de 4 sur 4 et note que « pour les fans de la saga Alien, Aliens représentait un formidable triomphe, surpassant les attentes des plus fidèles optimistes ».
Concernant les spectateurs, le site web Internet Movie Database met Aliens dans son top 250 des films les mieux notés par les utilisateurs, à la 64e place et avec une note moyenne de 8,4⁄10. Sur le site Allociné, les spectateurs donnent au film une note moyenne de 4⁄5.
En 2003, l'American Film Institute élit le personnage de Ellen Ripley, telle qu'elle apparaît dans Aliens, 8e meilleur héros de l'histoire du cinéma américain. La citation d'Ellen Ripley à la fin du film, « get away from her, you bitch! » (VF : « ne la touche pas, sale pute ! ») a été proposée en 2005 pour la liste AFI des 100 meilleures citations de films américains, mais n'a pas été finalement retenue. Aliens a également été proposé en 2001 pour la liste des 100 meilleurs thrillers. En 2007, le magazine Entertainment Weekly l'a élu deuxième meilleur film d'action de tous les temps. Parallèlement, le site web IGN l'a élu troisième meilleur film d'action, onzième meilleur film de science-fiction et quatrième meilleure suite.

### Box-office
Avec un budget d'environ 18 500 000 US$, Aliens, le retour fut un succès commercial en salles. Il a réalisé 131 060 248 US$ au box-office mondial, dont 65 % aux États-Unis et au Canada (85 160 248 US$) et 35 % à l'étranger (45 900 000 US$). Le film est sorti en Amérique du Nord le 18 juillet 1986 et était numéro 1 au box-office dans son premier week-end, distribué dans 1 437 salles et remportant 10 052 042 US$. Il est resté à la première place pendant quatre semaines consécutives. Aliens a rapporté 7 012 907 US$ en France (1 720 593 entrées) et 271 368 US$ en Belgique, où il est sorti le 8 octobre 1986.
| Pays                | Box-office | Pays            | Box-office | Pays                 | Box-office  | Pays              | Box-office |
| ------------------- | ---------- | --------------- | ---------- | -------------------- | ----------- | ----------------- | ---------- |
| Afrique (sauf nord) | 680 951    | Allemagne       | 4 666 844  | Amérique centrale    | 225,432     | Argentine         | 472 866    |
| Australie           | 3 118 350  | Autriche        | 139 530    | Belgique             | 271 368     | Bolivie           | 25 563     |
| Brésil              | 3 676 920  | Chili           | 145 776    | Colombie             | 254 344     | Danemark          | 153 466    |
| Égypte              | 27 507     | Espagne         | 674 261    | États-Unis et Canada | 85 160 248  | Finlande          | 65 054     |
| France              | 7 012 907  | Grèce et Chypre | 72 692     | Hong Kong            | 1 665 181   | Inde              | 58 668     |
| Israël              | 180 809    | Italie          | 505 378    | Japon                | 9 302 337   | Liban             | 3 869      |
| Malaisie            | 225 286    | Mexique         | 300 044    | Nouvelle-Zélande     | 192 398     | Norvège           | 127 323    |
| Pays-Bas            | 322 381    | Pérou           | 89 023     | Philippines          | 179 815     | Porto Rico        | 293 256    |
| Portugal            | 165 294    | Roumanie        | 78 471     | Royaume-Uni          | 6 636 712   | Russie et Ukraine | 184 514    |
| Singapour           | 624 561    | Suède           | 1 070 417  | Taïwan               | 1 006 223   | Thaïlande         | 178 600    |
| Uruguay             | 95 898     | Venezuela       | 563 720    | TOTAL                | 131 060 248 |                   |            |

## Distinctions
Entre 1986 et 2017, le film Aliens, le retour a été sélectionné 32 fois dans diverses catégories et a remporté 16 récompenses,.

### Sélection
- Festival du cinéma américain de Deauville 1986 : Premières - hors compétition pour James Cameron[50].

### Récompenses

#### 1987
- Académie des films de science-fiction, fantastique et d'horreur - Prix Saturn[51],[52] :
  - Meilleur film de science-fiction,
  - Meilleure actrice pour Sigourney Weaver,
  - Meilleur acteur dans un second rôle pour Bill Paxton,
  - Meilleure actrice dans un second rôle pour Jenette Goldstein,
  - Meilleure jeune actrice pour Carrie Henn,
  - Meilleure réalisation pour James Cameron,
  - Meilleur scénario pour James Cameron,
  - Meilleurs effets spéciaux pour Dennis Skotak, Robert Skotak et Stan Winston.
- American Society of Composers, Authors and Publishers : Meilleurs films au box-office pour James Horner.
- British Academy Film Awards : British Academy Film Award des meilleurs effets visuels pour Brian Johnson, John Richardson, Robert Skotak et Stan Winston.
- Kinema Junpō : Prix du choix des lecteurs du meilleur film étranger.
- Motion Picture Sound Editors : Meilleur montage sonore dans un film étranger.
- Oscars :
  - Oscar du meilleur montage sonore pour Don Sharpe,
  - Oscar des meilleurs effets visuels pour Suzanne M. Benson, John Richardson, Robert Skotak et Stan Winston.
- Prix Hugo : Meilleure présentation dramatique pour James Cameron, David Giler, Walter Hill, Dan O'Bannon et Ronald Shusett.

#### 2017
- Association du cinéma et de la télévision en ligne : Inscription au temple de la renommée des meilleurs films de l'OFTA.

### Nominations

#### 1987
- Académie des films de science-fiction, fantastique et d'horreur - Prix Saturn :
  - Meilleur acteur pour Michael Biehn,
  - Meilleurs costumes pour Emma Porteous,
  - Meilleur maquillage pour Peter Robb-King.
- British Academy Film Awards :
  - Meilleure direction artistique pour Peter Lamont,
  - Meilleur son pour Roy Charman, Graham V. Hartstone et Don Sharpe,
  - Meilleurs maquillages pour Peter Robb-King.
- Casting Society of America : Meilleur casting pour un film dramatique pour Mike Fenton, Jane Feinberg et Judy Taylor.
- Golden Globes : Meilleure actrice dans un film dramatique pour Sigourney Weaver.
- Japan Academy Prize : Meilleur film étranger.
- Oscars :
  - Meilleure actrice pour Sigourney Weaver,
  - Meilleure direction artistique (décors) pour Peter Lamont et Caspian Sallis,
  - Meilleur son pour Michael A. Carter, Roy Charman, Nicolas Le Messurier et Graham V. Hartstone,
  - Meilleur montage pour Ray Lovejoy,
  - Meilleure musique originale pour James Horner.
- Young Artist Awards : Meilleure jeune actrice dans un second rôle dans un long métrage - Comédie, Fantastique ou Drame pour Carrie Henn.

## Version longue
En 1992, James Cameron ressort une version director's cut du film pour le laserdisc (que l'on retrouve également sur diverses éditions DVD). D'une durée de 154 minutes, soit 17 minutes supplémentaires, on peut notamment relever,, :
- une scène où Ripley apprend que sa fille est morte d'un cancer pendant qu'elle était en hibernation ;
- la commission d'enquête détaillant la sentence de Ripley, entre autres le retrait de sa licence de pilote et de son grade ;
- une scène se passant sur la colonie de LV-426 où l'on voit notamment un enfant conduire un tricycle ;
- les parents de Newt qui découvrent le vaisseau alien abandonné sur LV-426. En ressortant, la mère de Newt ramène son mari agrippé par un facehugger et demande du secours à la colonie par radio ;
- un passage où Hudson briefe Ripley sur l'armement que possèdent les marines, lors du trajet de la première navette vers LV-426.
- Vasquez et Hudson remarquant la présence d'êtres vivants sur leurs détecteurs. Ils pénètrent dans une salle et découvrent que ce ne sont que des souris de laboratoire ;
- Newt, demandant à Ripley si elle a déjà eu un bébé. Celle-ci lui répond que oui, mais qu'elle est « partie » ;
- la fameuse scène des sentry gun (tourelles de mitrailleuse automatique) qui massacrent les aliens ;
- un début d'intimité entre Ripley et Hicks, qui se révèlent leurs prénoms.

Pour la version française, les suppléments sont doublés par les mêmes comédiens (Torrens, Alfos, Crouzet, Luccioni, etc.). Seuls Med Hondo et Michel Gudin n'ont pas assuré les répliques des passages supplémentaires (respectivement Bishop et Van Leuwen).

## Influence et adaptations
En 2013, le studio Gearbox Software sort le jeu vidéo de tir à la première personne Aliens: Colonial Marines qui est édité par SEGA. Les évènements se déroulent quelques semaines après le film et dépeignent les marines de l’'USS Sephora qui sont à la recherche des membres de la colonie d'Hadley’s Hope et de l'équipage de l’USS Sulaco après avoir reçu un message de détresse de la part du caporal Hicks, message enregistré en hors champ durant les événements du film,,. Le joueur contrôle le caporal Winter et revisite plusieurs lieux du film comme l’USS Sulaco et la colonie d'Hadley’s Hope. Michael Biehn reprend le rôle de Hicks tandis que Lance Henriksen joue le rôle d'un autre androïde Bishop.
En 2014, Titan Books (en) publie trois romans en lien avec les films. Le dernier, Alien: River of Pain écrit par Christopher Golden, raconte la tragédie des colons d'Hadley’s Hope. Comme ses prédécesseurs, le livre connait une adaptation en fiction audio par Audible.

## Suite
Le film connait une suite sur grand écran, Alien 3 de David Fincher sorti le 22 mai 1992.

## Thèmes et inspirations

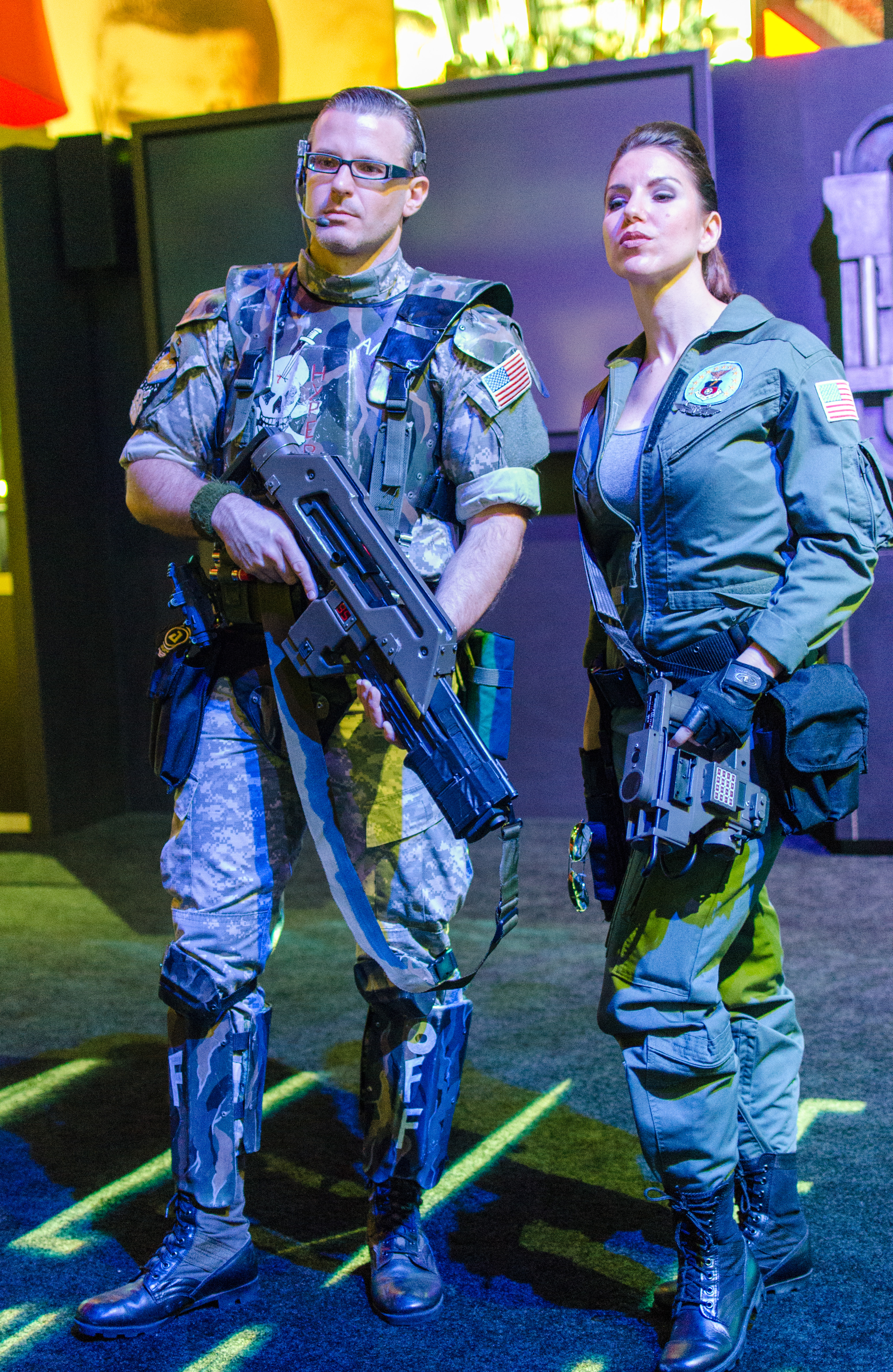
Cosplay de la tenue des Marines dans le film.

Certains aspects du film sont implicitement inspirées de la guerre du Viêt Nam, encore à l'époque du tournage très inscrite dans la conscience américaine. En effet, les marines coloniaux du film arrivent très confiants en leur victoire dans un monde méconnu et se retrouvent confrontés à des ennemis qui malgré leur infériorité technologique, leur imposent de lourdes défaites grâce à leur détermination sans faille. L'idée de marines à la fois durs, plutôt jeunes et indisciplinés et qui décorent leurs équipements militaires, est également tirée de l'imagerie classique des soldats américains de la guerre du Viêt Nam. L'aspect industriel des équipements, et l'attitude de « camionneurs » des marines correspondaient aussi à l'image populaire de l'armée. Par extension, Aliens était l'un des premiers films de science-fiction qui ne s'attachait pas à vêtir ses personnages de costumes futuristes caricaturaux de science-fiction « à la Star Wars », préférant un design sale et rude, ce qui a aidé à donner un aspect réaliste et a éventuellement inspiré dans ce sens de futures œuvres du genre.
James Cameron affirme s'être inspiré du film Des monstres attaquent la ville dans une interview pour le média Konbini. En effet, le long-métrage de Gordon Douglas implique de nombreuses similitudes avec Aliens, notamment avec la présence d'une petite fille traumatisée, dernière rescapée du massacre des civils, la présentation d'une population qui se retrouve dépassée et impuissante face à l'attaque de créatures issues d'une colonie, le dernier acte du film qui comprend le sauvetage d'un enfant dans le repaire des créatures ainsi que la conception scénaristique de monstres à l'image de soldats qui sont contrôlés à distance par une reine.
L'inspiration du colonialisme européen est également présent, notamment de compagnies coloniales comme les compagnies néerlandaises et anglaises des Indes orientales. En effet, il s'agissait de sociétés commerciales privées qui travaillaient dans les colonies, mais qui, en cas de résistance autochtone, se voyaient secourues par les armées nationales de leurs Etats qui avaient tout intérêt à ce que ces sociétés prospèrent économiquement. Dans le même sens, Aliens présente la société « malfaisante » Weyland-Yutani assistée par l'armée nationale dans ses colonies. La compagnie ne commande pas directement l'armée, mais elle la conseille dans l'objectif de la mission, et l'armée assure la protection et le sauvetage de ses acquis. James Cameron avoue qu'à l'époque de l'écriture du scénario, il ne connaissait rien du fonctionnement de grandes sociétés, et se basait alors sur des préjugés classiques. Toutefois il rajoute avec humour que depuis, avec son expérience, il estime que sa vision naïve était très proche de la réalité.
Un autre thème important est celui de l'amour maternel, incarné par l'héroïne Ripley vis-à-vis de Newt. Ripley représente une femme forte et soucieuse du sauvetage des colons. Lorsqu'elle découvre que la jeune fille Newt est la seule survivante, elle la prend sous son aile et la protège jusqu'au bout, jusqu'à mettre sa propre vie en péril. Ce thème est renforcé par le fait que Ripley a perdu sa propre fille qui avait l'âge de Newt, elle transfère alors son désir de maternité sur cette autre enfant. Dans une scène coupée du début du film, mais présente dans la version longue, Ripley apprend que sa fille est morte à l'âge de 66 ans alors que Ripley dérivait en biostase pendant 57 ans dans l'espace. Cette scène devait établir dès le départ la souffrance et le manque de Ripley, mais a été coupée du film à cause de contraintes de longueur, ce qui a fortement déplu à l'actrice Sigourney Weaver qui selon ses dires a basé toute sa performance sur cette tragédie.
Comme pour le premier film, le nom du vaisseau principal est un hommage au roman Nostromo (1904) de Joseph Conrad. Sulaco est une ville fictive dans laquelle se déroule l'intrigue du roman. Le vaisseau du premier film était le Nostromo.